# Blake Harrison
Blake Harrison, född 22 juli 1985, är en brittisk skådespelare, mest känd för rollen som Neil Sutherland i TV-serien The Inbetweeners.

## Karriär
Harrisons första skådespelarjobb kom i TV-serien The Bill, där han medverkade i två avsnitt. Hans stora genombrott kom 2008 i TV-serien The Inbetweeners där han spelade rollen som Neil Sutherland. Han har även medverkat i TV-serierna Way to Go, Him & Her, Big Bad World och The Bleak Old Shop of Stuff.
Harrison medverkade även som rösten till Skopis i den brittiska och amerikanska TV-serien om Byggare Bob från 2015. Han spelade även rollen som Private Pike i långfilmen från 2016 baserad på serien Krutgubbar.

## Filmografi

### Film
| År   | Titel                          | Roll            | Noter    |
| ---- | ------------------------------ | --------------- | -------- |
| 2010 | Reuniting the Rubins           | Nick            |          |
| 2011 | Mancrush                       | Will            | Kortfilm |
| 2011 | The Inbetweeners Movie         | Neil Sutherland |          |
| 2014 | Keeping Rosy                   | Roger           |          |
| 2014 | Queen of Diamonds              | Bench Guy       | Kortfilm |
| 2014 | The Inbetweeners 2             | Neil Sutherland |          |
| 2016 | Dad's Army                     | Private Pike    | [ 2 ]    |
| 2017 | Bob the Builder: Mega Machines | Skopis (röst)   |          |

### TV
| År             | Titel                                            | Roll             | Noter                           |
| -------------- | ------------------------------------------------ | ---------------- | ------------------------------- |
| 2008           | The Bill                                         | Pete Monks       | 2 avsnitt                       |
| 2008–2010      | The Inbetweeners                                 | Neil Sutherland  | 18 avsnitt                      |
| 2010–2011      | Him & Her                                        | Barney           | 2 avsnitt                       |
| 2010–2012 2016 | The Increasingly Poor Decisions of Todd Margaret | Dave             | 17 avsnitt                      |
| 2011           | Day of the Match Aka Halftime                    | Danny            | Pilotavsnitt                    |
| 2011–2012      | White Van Man                                    | Ricky            | 3 avsnitt                       |
| 2012           | Bleak Old Shop of Stuff                          | Smalcolm         | 3 avsnitt                       |
| 2012           | Comedy Showcase                                  | Steve Lawson     | Avsnittet: "The Function Room"  |
| 2012           | Them From That Thing                             | Various roles    | 2 avsnitt                       |
| 2013           | Way to Go                                        | Scott            | 6 avsnitt                       |
| 2013           | Big Bad World                                    | Ben Turnbull     | 8 avsnitt                       |
| 2014           | Edge of Heaven                                   | Alfie            | 6 avsnitt                       |
| 2014           | Homeboys                                         | David            | Pilotavsnitt                    |
| 2015           | Tripped                                          | Danny            | 4 avsnitt                       |
| 2015–          | Byggare Bob                                      | Skopis (röst)    |                                 |
| 2016           | Houdini and Doyle                                | Lyman Biggs      | Avsnittet: "Spring-Heel'd Jack" |
| 2017           | I mördarens spår: Tennison                       | DS Spencer Gibbs | 6 avsnitt                       |
| 2017           | Trust Me                                         | Karl             | 4 avsnitt                       |
| 2018           | En engelsk skandal                               | Andrew Newton    | 2 avsnitt                       |
| 2019           | Death in Paradise                                | Theo Roberts     | 1 avsnitt Season 8 Episode 2    |
| 2019           | The Inbetweeners: Fwends Reunited                | Sig själv        | 1 avsnitt (special)             |
| TBA            | World on Fire                                    | TBA              | Kommande miniserie              |